# 常柱妻
常柱妻，塔克世之女，努尔哈赤异母姐姐。
此女不见于1938年版《爱新觉罗宗谱·星源集庆》，仅见于《满文老档》的记载。丈夫常柱是乌拉部贝勒，丁未年（1607年）三月，乌碣岩之战中，乌拉部败于建州女真，常柱父子被俘。研究者推论常柱妻是在常柱父子被俘后，回到建州女真的娘家。丈夫常柱及族人后编入满洲镶白旗，儿子察木布在天命八年（1623年）之前成为额驸。天命十年（1625年），常柱妻及伯父拜珠虎、郭兴阿等人被努尔哈赤“以孝悌之礼迎来宴请之”。天聪六年（1632年）正月，皇太极宴请尼堪阿哥之母、乌拉部妈妈、辉发部姨母、察木布之母、南楮之祖母等六位长者。其后，事迹不详。

## 备注
1. ↑  天命九年（1624年），沾河姑逝世时，努尔哈赤言“我之同父同母所生唯此妹矣。”天命十年，常柱妻仍在世。
2. ↑  妈妈即满语祖母之意。乌拉部妈妈可能是指清太祖大妃阿巴亥之母、阿济格外祖母——乌拉外姑。